# تريستان هوفمان
تريستان هوفمان (بالهولندية: Tristan Hoffman)‏ (و. 1970  م) هو راكب دراجة هوائية، ومدير رياضي ‏ هولندي، شارك في الألعاب الأولمبية الصيفية 1996، والألعاب الأولمبية الصيفية 2000.

## سباقات أو مراحل فاز بها
| التاريخ        | السباق                     | المركز                  |
| -------------- | -------------------------- | ----------------------- |
| 01 يناير 1991  | هيل فان هيت ميرجيلاند 1991 |                         |
| 22 أبريل 1991  | تليفلكس تور 1991           | الفائز في التصنيف العام |
| 17 فبراير 1994 | Classic Haribo 1994        | السابع في التصنيف العام |
| 18 سبتمبر 1994 | تور دي أفينير 1994         |                         |
| 19 مارس 1995   | شوليه باي دي لوار 1995     | الخامس في التصنيف العام |
| 24 فبراير 1996 | طواف هوت فار 1996          | الثالث في التصنيف العام |
| 27 مارس 1996   | دفارز دور فلاندرز 1996     | الفائز في التصنيف العام |
| 03 أكتوبر 1996 | باريس بورج 1996            | الفائز في التصنيف العام |
| 14 يونيو 1998  | طواف لوكسمبورغ 1998        | التاسع في التصنيف العام |
| 04 أبريل 1999  | طواف فلاندرز 1999          | الثامن في التصنيف العام |
| 07 أبريل 1999  | 1999 غنت-وفلجم             | الثالث في التصنيف العام |
| 15 أبريل 1999  | Veenendaal-Veenendaal 1999 | الفائز في التصنيف العام |
| 22 مارس 2000   | دفارز دور فلاندرز 2000     | الفائز في التصنيف العام |

## روابط خارجية
- تريستان هوفمان على موقع الاتحاد الدولي للدراجات (الإنجليزية)
- تريستان هوفمان على موقع أرشيف الدراجات (الإنجليزية)
- تريستان هوفمان على موقع إحصائيات الدراجات الإحترافية (الإنجليزية)
- تريستان هوفمان على موقع نسبة الدراجات (الإنجليزية)
- تريستان هوفمان على موقع CycleBase (الإنجليزية)
- تريستان هوفمان على موقع أوليمبيديا (الإنجليزية)